# Prag 14
Prag 14 ist ein Verwaltungsbezirk sowie ein Stadtteil der tschechischen Hauptstadt Prag. Der Bezirk liegt im Osten der Stadt.

## Struktur
Der Verwaltungsbezirk Prag 14 umfasst die beiden Stadtteile Prag 14 und Dolní Počernice.
Der Stadtteil Prag 14 umfasst die Katastralgemeinden Kyje, Černý Most und Hostavice zur Gänze sowie etwa zwei Drittel von Hloubětín.

## Lage
Durch Prag 14 fließt die Rokytka, die in Kyje zu einem See aufgestaut ist. Der Stadtteil ist durch die Linie B an die Metro angeschlossen. Die drei letzten Stationen am östlichen Ast – Hloubětín, Rajská zahrada und Černý Most – befinden sich in Prag 14.

## Sehenswürdigkeiten
- Romanische Kirche St. Bartholomäus in Kyje aus dem 13. Jahrhundert
- Kirche St. Georg in Hloubětín
- Schloss Hloubětín
- Schloss Hostavice

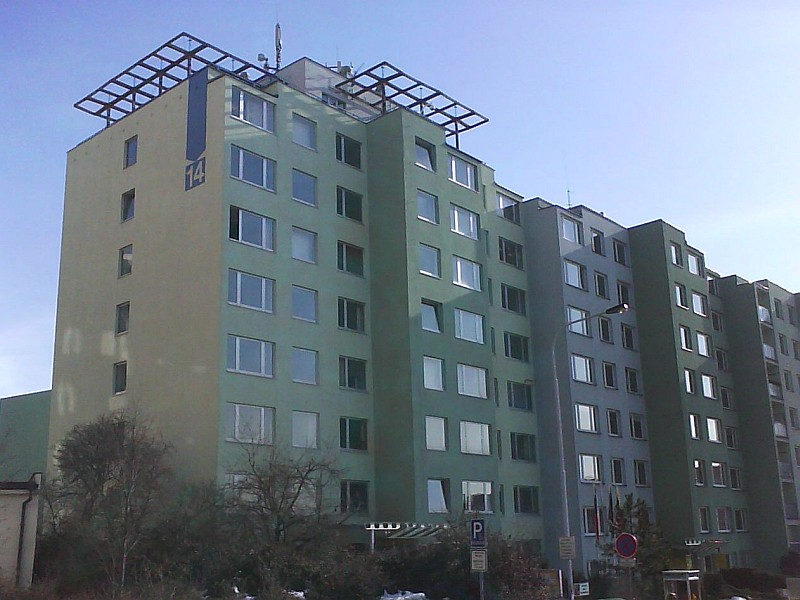
Rathaus von Prag 14 in Černý Most
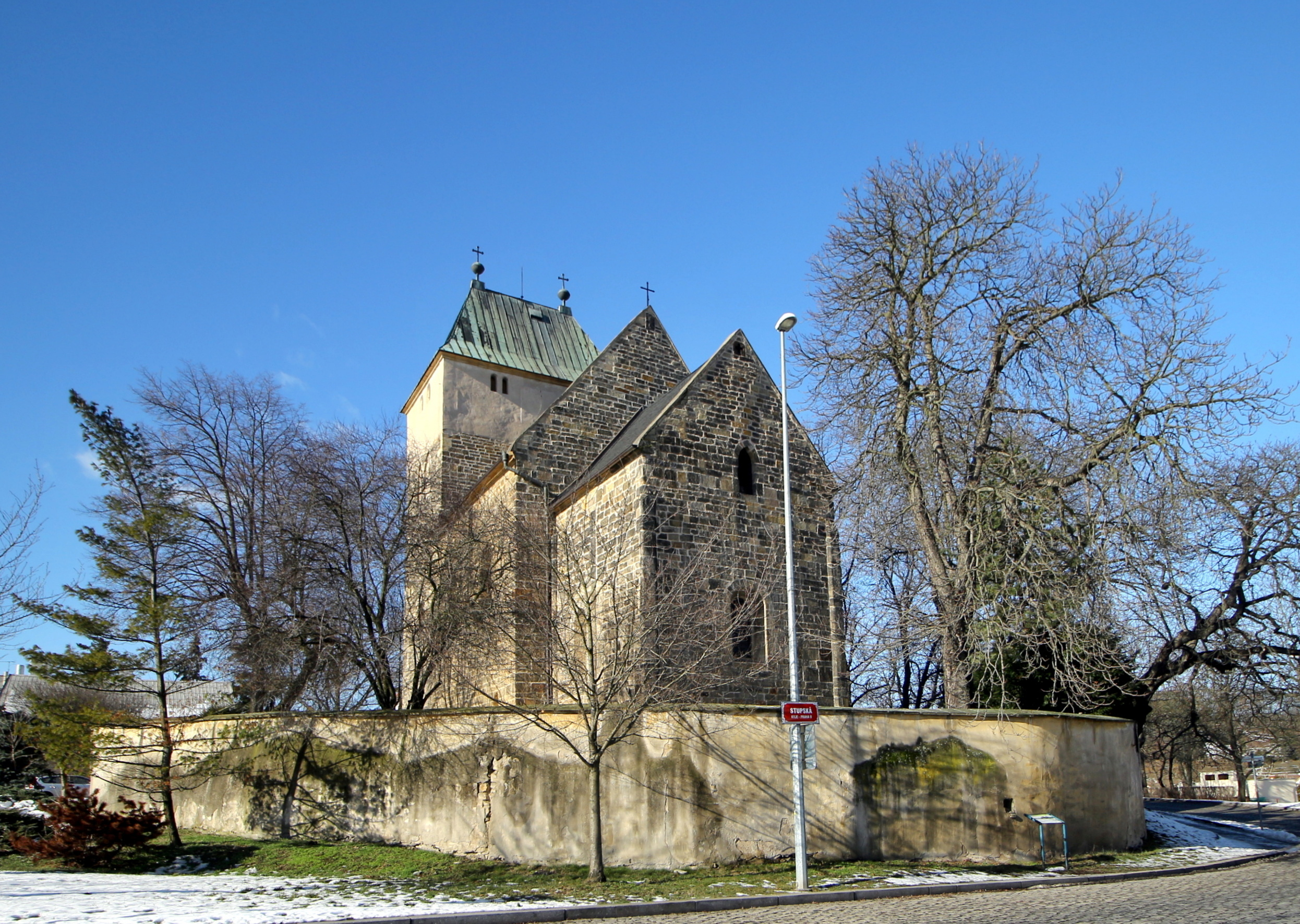
Bartholomäuskirche in Kyje
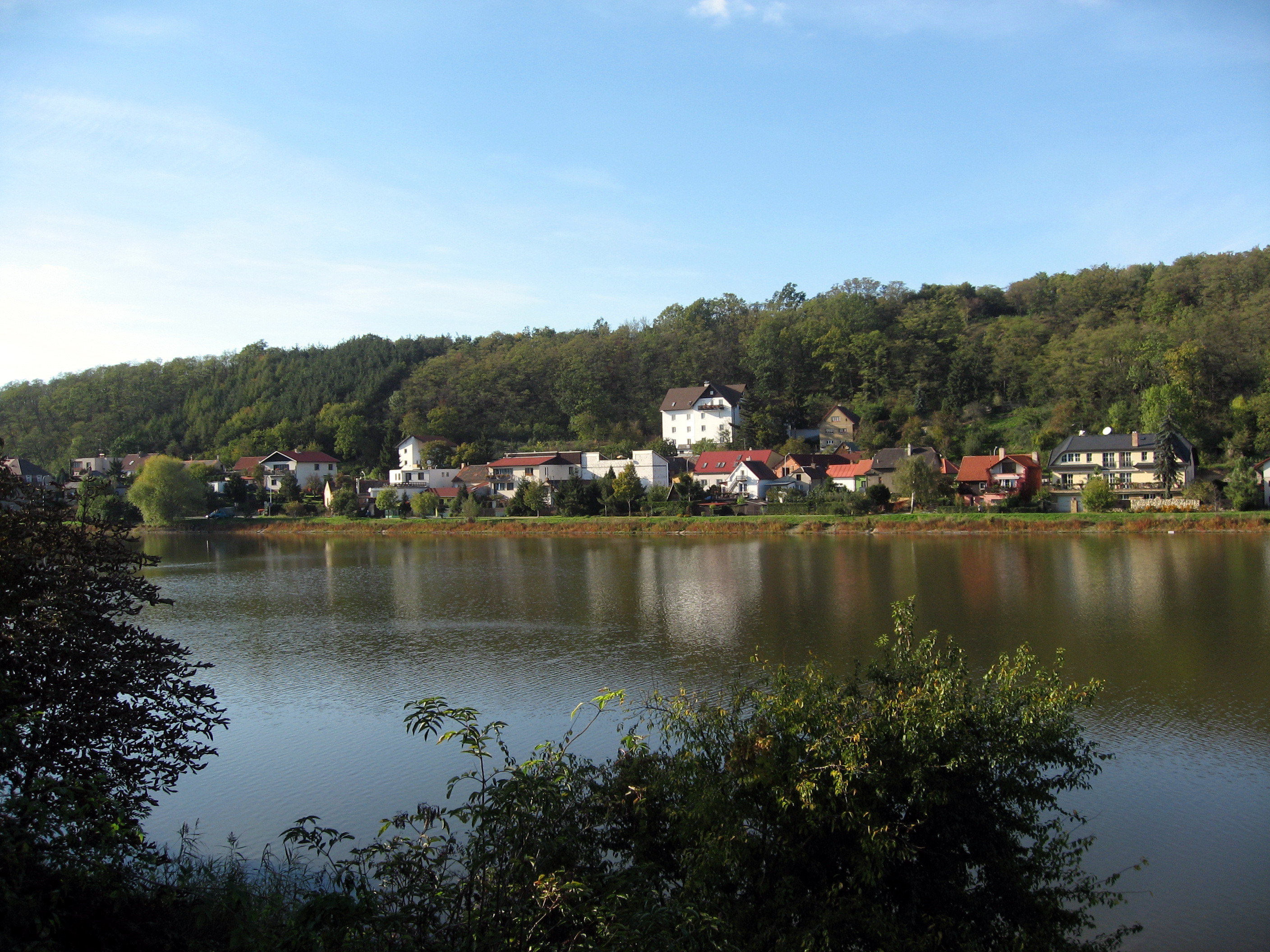
Stausee Kyje
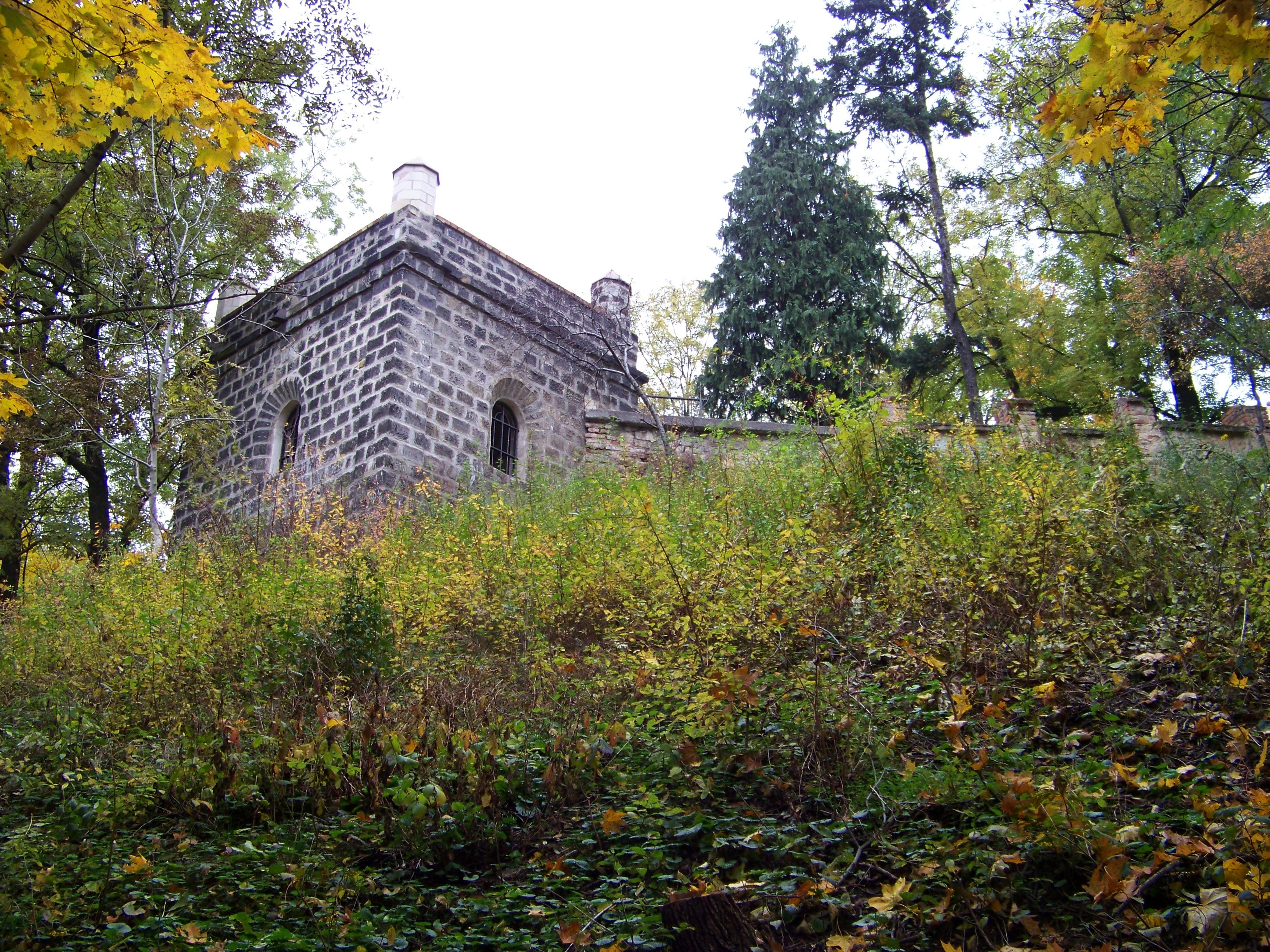
Schloss Hloubětín
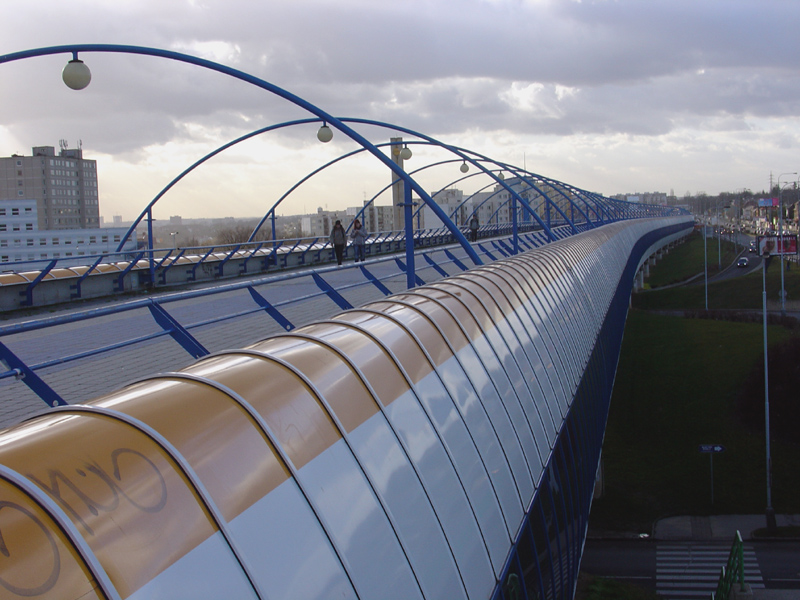
Brücke für die Metrolinie B